# Euphorbia papillosa
Euphorbia papillosa là một loài thực vật có hoa trong họ Đại kích. Loài này được A.St.-Hil. mô tả khoa học đầu tiên năm 1824.